# Heinrich II. Erndel
Heinrich II. Erndel (* 7. April 1595 in Regensburg; † 25. Juli 1646 in Oschersleben) war Leibarzt des Kurfürsten Johann Georg I. zu Sachsen.

## Jugend und Studium
Heinrich wurde am 7. April 1595 um 6 Uhr in Regensburg geboren. Seine Mutter Jacobina verstarb am 1. April 1603 in Regensburg. 1610 war er als Schüler auf dem Gymnasium in Regensburg eingetragen. 1611 wurde er in Prag von Thomas Reinesius unterrichtet, den sein Vater Heinrich I. Erndel als Hauslehrer angestellt hatte. Ab März wurde er Student der Philosophie an der Universität Wittenberg; wegen der Pest musste er Wittenberg verlassen. Zwischen 1612 und 1615 war Erndel Student der Medizin an der Universität Helmstedt unter Henning Arnisaeus und Johann Wolf. Am 30. November 1615 immatrikulierte er sich an der Universität Padua. Am 9. Mai 1620 erfolgte die Promotion zum Doktor der Medizin an der Universität Helmstedt.

## Beruf

### Zeit in Prag
Erndel praktizierte von 1620 bis 1623 als Arzt in Prag tätig. Sein Vater hatte sich nach dem Tod der Mutter am 9. Juli 1604 in Regensburg mit Anna Maria Widholz, der Tochter des Augsburger Kaufmanns Hieronymus Widholz und dessen Frau Sabina Stenglin, wiederverheiratet. Anna Maria begleitete ihren Mann nach Prag und wurde von Heinrich Erndel als geliebte Stiefmutter geschätzt.

### Flucht aus Prag
Nach dem Tod seines Vaters im Jahr 1623, in einer Zeit intensiver religiöser Auseinandersetzungen, zog Heinrich Erndel mit seiner Stiefmutter nach Annaberg und später nach Dresden.

### Dienst bei Graf Wilhelm
Von 1628 bis 1634 diente Heinrich Erndel als Leibarzt des einflussreichen Hofbeamten Wilhelm Graf Kinsky von Wchinitz und Tettau, der nach seiner Weigerung, zum Katholizismus zu konvertieren, 1628 aus dem Königreich Böhmen vertrieben worden war. Wilhelm spielte eine bedeutende Rolle als Ratgeber und Diplomat am kursächsischen Hof in Dresden, wo er unter anderem 1619 bei der Königswahl den sächsischen Kurfürsten Johann Georg I. unterstützte. Am 8. Januar 1634 begab er sich auf einen diplomatischen Auftrag nach Pilsen zu seinem Schwager Wallenstein und wurde später, am 25. Februar 1634, zusammen mit Wallenstein und weiteren Vertrauten, wie Christian von Ilow, in Eger ermordet. Mit Wilhelms Tod endete auch Erndels Anstellung als Leibarzt.

### Zeit in Dresden
Heinrich Erndel erwarb am 8. Juli 1634 für 2500 Gulden ein Haus in der Scheffelgasse in Dresden, was ihn als Teil einer wohlhabenden bürgerlichen Schicht ausweist, die im 17. Jahrhundert in der Lage war, in der Festung Dresden Immobilien zu kaufen. Die Ärzte bildeten dabei die kaufkräftigste Gruppe unter den Bürgern. Erndel besaß zudem mit vier Mägden das meiste Dienstpersonal unter den bürgerlichen Haushalten und führte mit insgesamt elf Personen, einschließlich seiner Familie, den größten bürgerlichen Hausstand der Stadt. Dieser beinhaltete neben seiner Frau drei Söhne und zwei Töchter, was den sozialen Status und die Lebensumstände von Erndel zusätzlich hervorhebt. Am 30. August 1636 erwarb er das Bürgerrecht in Dresden.

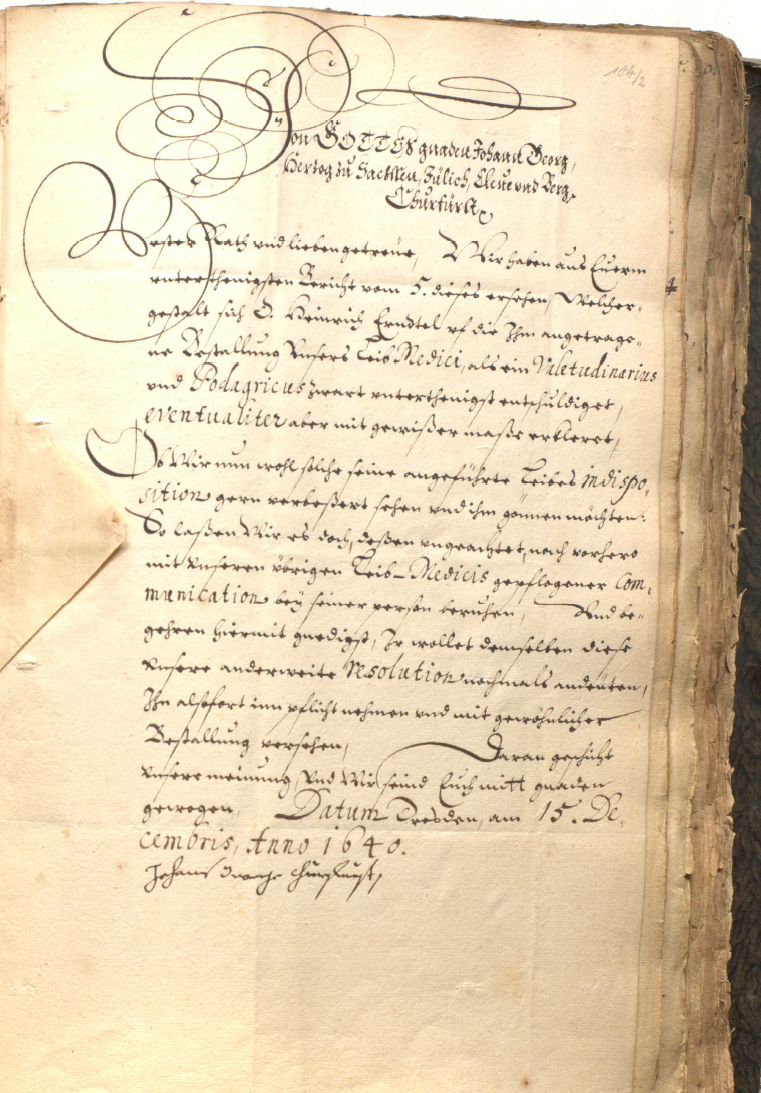
Bestallung von Heinrich Erndel am 15. Dezember 1640

Am 15. Dezember 1640 wurde Heinrich Erndel zum Leibarzt, Valetudinarius (Krankenhaus-Arzt) und Podagricus (Spezialist für Gichtbehandlung) des Kurfürsten Johann Georg I. von Sachsen bestellt und am 29. Dezember vereidigt. Aufgrund seiner eigenen Gichterkrankung wollte Erndel die Position zunächst ablehnen, jedoch bestand der Kurfürst auf seiner Wahl. Zu seinen Aufgaben zählten die medizinische Betreuung des Kurfürsten selbst, der Kurfürstin Magdalena Sibylle, sowie deren drei unverheirateter Söhne: August, Christian I. und Moritz. Für seine Dienste erhielt Erndel ein Honorar von 500 Gulden und acht Schragen Buchenholz. 1642 kaufte Erndel einen Garten in der Poppitzer Gemeinde in Dresdens Wilsdruffer Vorstadt.

### Tod
1646 reiste Erndel aufgrund seiner Krankheit zum Wunderbrunnen bei Hornhausen, um sich dort einer Kur zu unterziehen. Er nutzte das Heilwasser drei Tage lang, erlitt jedoch danach eine schwere gesundheitliche Komplikation und verstarb am 15. Juli. Aufgrund der sommerlichen Hitze und der großen Entfernung von Dresden wurde er in der St. Nicolai Kirche in Oschersleben beigesetzt.

## Familie

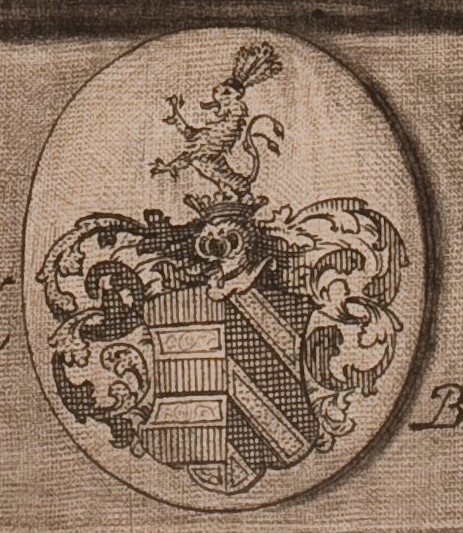
Erndel Wappen

Heinrich II. Erndel stammte aus einer prominenten Familie. Sein Vater, Heinrich I. Erndel, war kaiserlicher Leib- und Hofapotheker in Prag unter den Kaisern Rudolf II. und Matthias des Heiligen Römischen Reiches. Heinrichs Mutter, Jacobina geb. Haller (* 1570 in Augsburg, † 1. April 1603 in Regensburg), kam aus einer einflussreichen Familie; ihr Vater Nikolaus Haller war Faktor der Fugger in Genua, Mailand und Spanien und diente als kaiserlicher sowie bayerischer Rat. Jacobinas Mutter war Felizitas geb. Vischer aus Augsburg (* 1540). Erndels Schwester Jacobina II. Erndel (get. 3. September 1595; † 28. November 1668 in Hamburg) heiratete den Apotheker Georg Daurer (* 1590 in Franken; † 18. November 1660 in Hamburg).
Heinrich heiratete 1630 in Sanct Annaberg Dorothea, verwitwete Dirleber, geborene Hübner von Sonnleuthen. Dorotheas Vater, Benedikt Hübner von Sonnleuthen (*um 1570 in St. Joachimsthal; †nach 1621), war Münzmeister und Bergrat im Königreich Böhmen. Er wurde 1630 geadelt und lud zur Hochzeit seiner Tochter am 8. August 1620 in St. Joachimsthal den Winterkönig Friedrich und die böhmische Kammer ein. Ihre Mutter, Lucia geb. Hartlebin von Angelshausen (getauft am 4. Advent 1579 in St. Joachimsthal; † 1652), stammte ebenfalls aus einer angesehenen Familie. Dorotheas erster Ehemann war Daniel Balthasar Dirleber (*in Kuttenberg; † 1621–1630), kaiserlicher Münzmeister in Prag.
Folgende Kinder sind bekannt:
1. N.N. Tochter Erndel († vor 25. Juli 1646)
2. Dorothea Erndel (* um 1633)
3. Lucien Erndel (* um 1635, war schwach und starb vor dem 25. Juli 1646)
4. Dr. jur. Christian Erndel (* 18. Juli 1636 in Dresden; † 6. November 1678 in Dresden), Rechtskonsulent in Dresden
5. Dr. med. Heinrich III. Erndel (* 17. Juni 1638 in Dresden, † 13. September 1693 in Dresden),[17] auf Berreuth bei Dippoldiswalde u. Mulda bei Freiberg, königlich poln. & kursächs. Leibarzt